# 凡尔赛区
凡尔赛区（法語：Arrondissement de Versailles）是法国法兰西岛大区伊夫林省所辖的一个区。总面积155.7平方公里，总人口415962，人口密度2672人/平方公里（2017年）。主要城镇为凡尔赛。

## 辖区
凡尔赛区辖有24个市镇。